# ویکتور کوواچیچ
 ویکتور کوواچیچ (کرواتی: Palača Burze؛ ۱۸۷۴ – ۱۹۲۴) یک معمار اهل کرواسی بود.